# Nasenspray

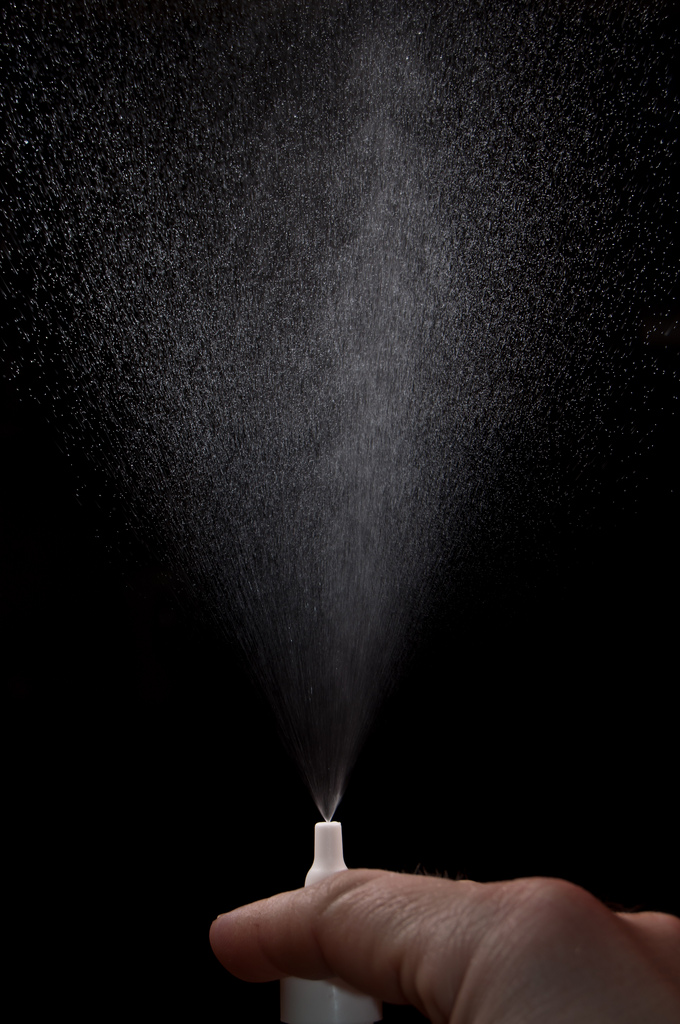
Die Betätigung der Sprühvorrichtung erzeugt einen feinen Sprühnebel, dessen Tröpfchen sich auf der Nasenschleimhaut niederschlagen.

Ein Nasenspray ist eine Darreichungsform für flüssige Zubereitungen zur Anwendung in der Nase. Die Flüssigkeit wird mittels eines Sprühsystems als feinverteiltes Aerosol auf die Nasenschleimhaut aufgebracht. Dazu wird die Öffnung der Sprayflasche in das Nasenloch eingeführt und durch Betätigung der Sprühvorrichtung die Dosis freigesetzt.
Man unterscheidet Sprays mit oder ohne Dosiervorrichtung für die Mehrfach- oder Einmalanwendung. Nasensprays kommen in der lokalen und systemischen Therapie sowie in der Nasenpflege zur Anwendung. Nasensprays mit arzneilicher Wirkung zählen zu den Arzneimitteln, solche mit physiologischer oder physikalischer Wirkung zu den Medizinprodukten.

## Anwendungsgebiete

### Lokaltherapie

#### Entzündungen der Nasenschleimhaut
In der örtlichen Behandlung kommen Nasensprays zur kurzfristigen Behandlung einer angeschwollenen Nasenschleimhaut („verstopfte Nase“) zur Anwendung, wie sie etwa durch eine Erkältung verursacht sein kann. Die Zubereitungen enthalten α1-Sympathomimetika wie beispielsweise Tramazolin, Oxymetazolin oder Xylometazolin, die über eine Gefäßverengung die Schleimhautdurchblutung und Ödembildung mindern („Abschwellung“), so dass wieder frei durch die Nase geatmet werden kann. Zusätzlich schwillt auch die Schleimhaut der Ohrtrompete ab, wodurch es zu einem Druckausgleich im Mittelohr kommt und somit der Nutzen abschwellender Nasensprays bei Mittelohrentzündungen begründet ist.
Die Wirkung setzt innerhalb weniger Minuten ein und hält bis zu zwölf Stunden an. α1-Sympathomimetika sollen maximal dreimal am Tag angewendet werden und nicht länger als sieben Tage, um das Entstehen einer Arzneimittel-Rhinitis zu vermeiden, die zu einem schädlichen Dauergebrauch („Abhängigkeit“) führen kann.
Weiterhin werden Nasensprays in der örtlichen Behandlung der allergischen Rhinitis (zum Beispiel „Heuschnupfen“) eingesetzt. Sie enthalten wahlweise
- mastzellstabilisierende Cromoglicinsäure-Verbindungen. Durch den Wirkstoff wird ein Austritt der allergievermittelnden Botenstoffe aus den Mastzellen verhindert. Der Wirkstoff muss etwa 7–14 Tage vor dem Pollenflug angewendet werden.[1]
- Glukokortikoide (Dexamethason, Triamcinolon, Fluticason, Mometason, Beclometason)
- Antihistaminika (Levocabastin oder Azelastin), allein oder in Kombination mit einem Glukokortikoid.

Sie werden in der Regel über einen längeren Zeitraum angewendet.

#### Zahnmedizinische Lokalanästhesie
Nach dem Aufbringen auf die Nasenschleimhaut erreicht das Lokalanästhetikum Tetracain die darunter verlaufenden Rami alveolares (Nervus alveolaris superior anterior und Nervus alveolaris superior medius), die die Zähne des Oberkiefers sensibel versorgen. In einer fixen Kombination mit dem gefäßverengenden Oxymetazolin kann Tetracain als Nasenspray bei leichteren Eingriffen in der Zahnmedizin zur Lokalanästhesie im Oberkiefer verwendet werden.

### Systemische Therapie
Bestimmte Arzneistoffe werden in relevanten Mengen über die Nasenschleimhaut resorbiert. Durch die gute Durchblutung der Nasenschleimhaut wird ein schneller Wirkungseintritt erzielt. Säureempfindliche Stoffe, die sich unter Einwirkung der Magensäure zersetzen würden, können unter Umgehung der Passage des Magen-Darm-Trakts nicht-invasiv systemisch verfügbar gemacht werden, da die Injektion oder Infusion entfällt.
Genutzt wird der nasale Verabreichungsweg für Arzneistoffe in verschiedensten Anwendungsgebieten, Beispiele sind:
- Fentanyl (gegen Schmerzen)
- Imigran (gegen Migräne)
- Calcitonin (zur Senkung krankhaft erhöhter Blut-Calciumspiegel)
- Desmopressin (als Antidiuretikum gegen krankhaft erhöhte Harnausscheidung)
- Insulin (Behandlung der Zuckerkrankheit)

### Behandlungspflege
Gereizte und trockene Nasenschleimhäute lassen sich mit wässrigen Zubereitungen mit Dexpanthenol (auch als Pantothenol, D-Panthenol oder Panthenol bezeichnet) pflegen. Es wirkt durch seine wasserbindenden Eigenschaften befeuchtend und unterstützt ferner die Behandlung der Heilung und Regeneration von Nasenschleimhautläsionen.
Isotonische Kochsalz- oder Meersalzlösung (entspricht der physiologischen Konzentration von 0,9 %) wirkt befeuchtend, reinigend und leicht spülend und wird unterstützend bei Schnupfen und zur Verhinderung des Austrocknens der Nasenschleimhaut verwendet. Hypertone Salzlösung soll einer angeschwollenen Nasenschleimhaut überschüssiges Wasser auf osmotischem Weg entziehen und die Durchgängigkeit der oberen Atemwege verbessern. Weitere Pflegemittel stellen pflanzliche Öle und Pflanzenauszüge wie Aloe-vera-Extrakt dar.

## Risiken
Die Risiken einer Nasenspray-Anwendung ergeben sich aus wirkstoffspezifischen Nebenwirkungen. Sie sind vergleichbar mit dem Auftreten nach Anwendung der Flüssigkeiten als Nasentropfen.